# Kōji Yamanishi

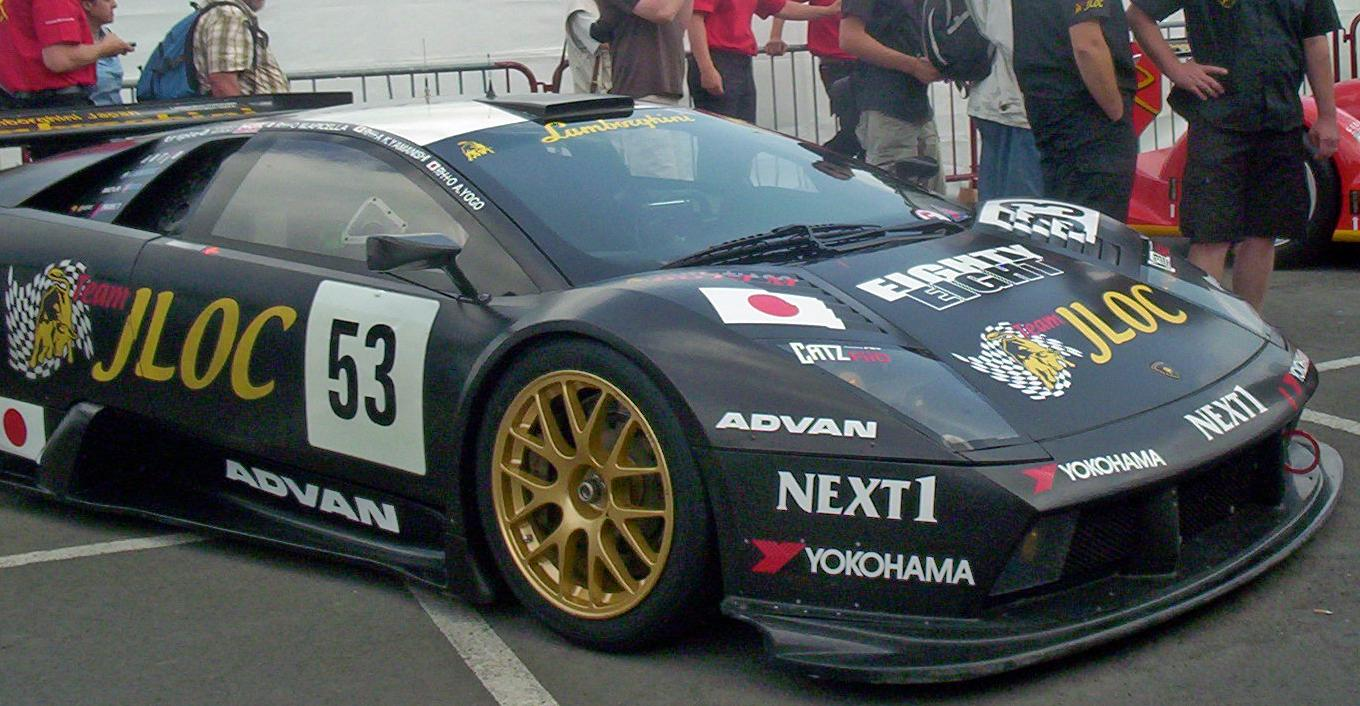
Der Lamborghini Murciélago R-GT mit dem Kōji Yamanishi beim 24-Stunden-Rennen von Le Mans 2007 am Start war

Kōji Yamanishi (jap. 山西 康司, Yamanishi Kōji; * 11. Oktober 1977 in der Präfektur Osaka) ist ein ehemaliger japanischer Autorennfahrer.

## Karriere
Kōji Yamanishi begann seine Karriere in der japanischen GT-Meisterschaft und erreichte 1998 als Teamkollege von Tom Coronel auf einem Honda NSX von Nakajima Racing den zweiten Rang in der Gesamtwertung. Bis zum Ende der Saison 2004 bestritt der Japaner ausschließlich Rennen in dieser Rennserie, wobei er 2002 einen Mercedes-Benz CLK GTR pilotierte. 
Als Werksfahrer das JLOC-Teams, das Sportwagen von Lamborghini einsetzt, kam er 2005 auch nach Europa und fährt seither sowohl in Japan, als auch in Europa GT-Rennen. Dreimal – 2006, 2007 und 2010 – war Yamanishi auch beim 24-Stunden-Rennen von Le Mans am Start, konnte sich aber beide Male nicht klassieren.
Yamanishi bestritt bisher auch vier Saisonen in der Formel Nippon. In den Jahren 1997, 1998, 1999 und 2001 fuhr er in dieser Rennserie, ohne dabei große Erfolge zu erzielen. 

## Statistik

### Le-Mans-Ergebnisse
| Jahr | Team               | Fahrzeug                    | Teamkollege    | Teamkollege    | Platzierung     | Ausfallgrund     |
| ---- | ------------------ | --------------------------- | -------------- | -------------- | --------------- | ---------------- |
| 2006 | JLOC Isao Noritake | Lamborghini Murciélago R-GT | Marco Apicella | Yasutaka Hinoi | nicht klassiert |                  |
| 2007 | JLOC Isao Noritake | Lamborghini Murciélago R-GT | Marco Apicella | Atsushi Yogō   | Ausfall         | Kraftübertragung |
| 2010 | JLOC Isao Noritake | Lamborghini Murciélago R-GT | Hiroyuki Iiri  | Atsushi Yogō   | Ausfall         | Defekt           |